# Humberto Lay
Humberto Lay Sun (Lima, 25 de septiembre de  1934) es un arquitecto, pastor evangélico y político peruano. Líder y presidente del partido Restauración Nacional, fue congresista de la República en el periodo 2011-2016 y miembro de la Comisión de la Verdad y Reconciliación desde 2001 hasta el 2003.

## Biografía
Nació en la ciudad de Lima, el 25 de septiembre de 1934.
Realizó sus estudios escolares en el Colegio San Andrés (antes Anglo-Peruano). Luego en 1953 ingreso a la Universidad Nacional de Ingeniería (UNI), donde se licenció en Arquitectura, y trabajó varios años como arquitecto hasta su conversión a la iglesia evangélica.
Humberto Lay se desempeña, entre 1979 y 1987, como pastor principal de la "Iglesia Alianza Cristiana y Misionera" (componente de línea protestante) en la congregación del distrito limeño de Lince, pero luego de recibir el Bautismo del Espíritu Santo, pasa fundar la Iglesia Bíblica Emmanuel (ahora Iglesia Emmanuel. Componente de la línea Neopentecostal), y desempeñó como su pastor principal desde 1987 hasta abril de 2005,
A mediados del 2001 fue invitado por el gobierno de transición del expresidente Valentín Paniagua a formar parte del "Grupo de Iniciativa Nacional Anticorrupción". Luego, el presidente Alejandro Toledo lo convocó para ser miembro de la Comisión de la Verdad y de la Reconciliación (2001 - 2003), que investigó los crímenes cometidos por el ejército y el grupo terrorista maoísta Sendero Luminoso en la década de 1980 y principios de la década de 1990.

## Carrera política

### Candidato presidencial
En el año 2005, junto con un grupo de líderes evangélicos fundó el partido político Restauración Nacional, con el cual postula a la presidencia de la República en las elecciones generales del 2006 junto a Máximo San Román y a María de la Puente como candidatos a las vicepresidencias. Culminando los procesos, la candidatura de Lay quedó en el sexto lugar de la preferencias.

### Candidato a la Alcaldía de Lima
En agosto del 2006 se lanzó como candidato a la alcaldía de Lima en las elecciones municipales, resultando en segundo lugar con el 13.185% de votos emitidos, y siendo finalmente reelegido el alcalde Luis Castañeda Lossio de Unidad Nacional.
Postuló nuevamente a la alcaldía de Lima en las elecciones municipales del 2010, no logró el objetivo, obteniendo el tercer lugar con el 7.665% de votos emitidos.
Nuevamente anunció su candidatura a la alcaldía en las elecciones del 2018 sin lograr buenos resultados.

### Congresista
Para las elecciones generales del 2011, su partido Restauración Nacional conformó junto a otros grupos políticos la Alianza por el Gran Cambio liderada por Pedro Pablo Kuczynski como candidato presidencial. Lay postuló al Congreso de la República encabezando la lista por Lima y resultó elegido, como el segundo candidato más votado, para el periodo parlamentario 2011-2016.
Por decisión unánime, fue elegido presidente de la Comisión de Ética. Asimismo, en su calidad de congresista de mayor edad, fue elegido como primer secretario de la Mesa Directiva de la Junta Preparatoria del Congreso, el mismo que presidía el congresista Daniel Abugattás.
Renunció a la bancada de Alianza por el Gran Cambio debido a discrepancias y se unió luego a la bancada “Unión Regional” conformada por exmiembros de Perú Posible.

### Elecciones del 2016
En 2016, Lay fue anunciado por César Acuña como su candidato a la segunda vicepresidencia junto a Anel Townsend a la primera vicepresidencia por la Alianza para el Progreso del Perú, donde Restauración Nacional había formado alianza con APP y Somos Perú.
El día 23 de febrero del mismo año, Lay presentó su renuncia a su candidatura, alegando motivos personales, cuando apareció una serie de denuncias contra Acuña por supuestos plagios en su tesis de doctorado, supuesta apropiación de un libro de un profesor universitario y escándalos por compra de votos.
En mayo del 2019, Lay anunció su renuncia a la presidencia del partido Restauración Nacional y a su militancia.